# Лермонтов (городской округ)
Город Лермонтов — городской округ в Ставропольском крае России.
Административный центр — город Лермонтов.

## История
Статус и границы городского округа установлены Законом Ставропольского края от 4 октября 2004 года № 88-КЗ «О наделении муниципальных образований Ставропольского края статусом городского, сельского поселения, городского округа, муниципального района».

## Символика

### Герб
Город Лермонтов в соответствии с федеральным законодательством и геральдическими правилами имеет официальный символ — герб, отражающий исторические, культурные, национальные и иные местные традиции и особенности. Герб и положение о нём приняты постановлением главы города Лермонтова от 8 февраля 1996 года; геральдическое описание и эталонные эскизы герба утверждены решением Совета города Лермонтова от 25 апреля 1996 года. На основании решения Геральдического совета при Президенте РФ от 25 апреля 1996 года данный герб внесён в Государственный геральдический регистр с присвоением регистрационного номера 135.
Геральдическое описание герба города Лермонтова гласит: «В лазоревом поле поверх повышенного креста, также лазоревого и тонко окаймлённого серебром, золотой, обращённый вправо орёл, держащий в лапах золотое перо и сопровождённый в оконечности узким зубчато изломанным поясом о пяти уменьшающихся и пониженных к краям зубцах, а ниже пояса — двумя вытянутыми кольцами накрест с безантом (шаром) посередине; фигуры в оконечности также золотые».
Согласно положению о гербе города допускается употребление главной фигуры герба — орла с пером — вместо герба города Лермонтова в его полной форме.

### Флаг
К июню 2018 года на основе действующего герба был разработан проект флага города Лермонтова: «Флаг представляет собой голубое прямоугольное полотнище с соотношением сторон 2:3, несущее в себе фигуры герба: сквозной белый крест, поверх которого золотой (жёлтый), обращённый вправо орёл, держащий в лапах жёлтое перо, под ним жёлтый символ мирного атома в виде двух вытянутых накрест колец с безантом (шаром) посередине».
28 июня 2018 года эскиз был одобрен геральдической комиссией при губернаторе Ставропольского края и рекомендован для регистрации в Геральдическом совете при Президенте РФ.
28 августа 2018 года флаг был утверждён Советом города Лермонтова.

## Население
| 1959    | 1970    | 1979    | 1989    | 1990    | 1991    | 1992    | 1993    | 1994    | 1995    | 1996    | 1997    |
| ------- | ------- | ------- | ------- | ------- | ------- | ------- | ------- | ------- | ------- | ------- | ------- |
| 10 926  | ↗15 063 | ↗18 785 | ↗20 772 | ↗23 651 | ↗24 184 | ↘22 000 | ↗24 713 | ↗24 828 | ↗25 062 | ↘24 500 | ↗25 293 |
| 1998    | 1999    | 2000    | 2001    | 2002    | 2003    | 2004    | 2005    | 2006    | 2007    | 2008    | 2009    |
| ↘22 500 | ↗25 254 | ↘22 300 | →22 300 | ↗22 964 | ↗23 000 | ↗24 921 | ↘22 700 | ↘22 600 | ↘22 400 | ↘22 300 | ↗22 327 |
| 2010    | 2011    | 2012    | 2013    | 2014    | 2015    | 2016    | 2017    | 2018    | 2019    | 2020    | 2021    |
| ↗22 541 | ↗22 559 | ↗22 610 | ↗22 680 | ↗22 771 | ↘22 741 | ↘22 635 | ↘22 477 | ↗22 612 | ↘22 601 | ↗22 891 | ↘22 444 |
| 2023    |         |         |         |         |         |         |         |         |         |         |         |
| ↗22 887 |         |         |         |         |         |         |         |         |         |         |         |

Гендерный состав
По итогам переписи населения 2010 года проживали 11 134 мужчины (45,07 %) и 13 568 женщин (54,93 %).

### Национальный состав
По итогам переписи населения 2010 года проживали следующие национальности (национальности менее 1 %, см. в сноске к строке "Другие"):
| Национальность | Численность | Процент |
| -------------- | ----------- | ------- |
| Русские        | 20 519      | 83,07   |
| Украинцы       | 524         | 2,12    |
| Армяне         | 482         | 1,95    |
| Другие         | 3177        | 12,86   |
| Итого          | 24 702      | 100,00  |

По итогам переписи населения 2020 года проживали следующие национальности (национальности менее 1 % и другое, см. в сноске к строке «Другие»):
| Национальность | Численность, чел. | Доля     |
| -------------- | ----------------- | -------- |
| Русские        | 22 322            | 93,06 %  |
| Армяне         | 355               | 1,48 %   |
| Другие         | 1309              | 5,46 %   |
| Итого          | 23 986            | 100,00 % |

### Урбанизация
В городских условиях (Лермонтов) проживают 93,78 % населения городского округа.

## Состав городского округа
| № | Населённый пункт | Тип населённого пункта        | Население |
| - | ---------------- | ----------------------------- | --------- |
| 1 | Лермонтов        | город, административный центр | ↗22 887   |
| 2 | Острогорка       | село                          | ↘1518     |

## Местное самоуправление
Структуру органов местного самоуправления города Лермонтова составляют: совет города (представительный орган); глава города; местная администрация (исполнительный и распорядительный орган муниципального образования); контрольно-счётная палата города.
Совет города Лермонтова состоит из 15 депутатов, избираемых по одномандатным избирательным округам. Срок его полномочий составляет 5 лет.
Председатели совета города Лермонтова
- с 19 сентября 2017 года — Карибов Александр Михайлович[38].
- Карибов Александр Михайлович[39]

Глава города Лермонтова является высшим должностным лицом города Лермонтова, руководит местной администрацией. Срок его полномочий составляет пять лет.
Главы города Лермонтова
- с 31 декабря 2014 года — Игорь Александрович Зенов[40];
- с 28 декабря 2016 года — Евгений Андреевич Нуйкин[41].
- до 2022 года - Полулях Станислав Анатольевич[39]
- с 2022 года (и. о.) - Елена Нурбиевна Кобзева

Главы администрации
- с сентября 2012 года — Сергей Тимофеевич Бычков[42];
- с 2 марта 2015 года — Станислав Анатольевич Полулях[40];
- с 28 декабря 2016 года — Евгений Андреевич Нуйкин.